# Зъбат групер
Зъбатият групер (Epinephelus caninus) е вид бодлоперка от семейство Серанови (Serranidae).

## Разпространение и местообитание
Видът е разпространен в Албания, Алжир, Ангола, Бенин, Габон, Гамбия, Гана, Гвинея, Гвинея-Бисау, Гибралтар, Гърция, Демократична република Конго, Египет, Екваториална Гвинея, Западна Сахара, Израел, Испания, Италия, Камерун, Кипър, Кот д'Ивоар, Либерия, Либия, Ливан, Мавритания, Малта, Мароко, Нигерия, Португалия, Сенегал, Сиера Леоне, Сирия, Словения, Того, Тунис, Турция, Франция (Корсика), Хърватия и Черна гора.
Обитава крайбрежията и пясъчните дъна на морета. Среща се на дълбочина от 115 до 250 m, при температура на водата около 14,1 °C и соленост 38 ‰.

## Описание
На дължина достигат до 1,6 m, а теглото им е максимум 35 kg.